# 富家珍

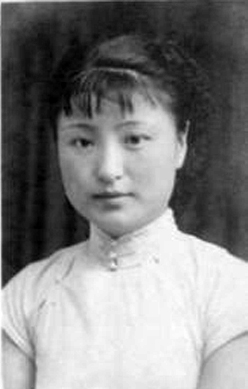
富家珍

富家珍（1917年—）女，满族，北京人，中华民国及中华人民共和国画家。画家林乃干的妻子。

## 生平
富家珍早年毕业于国立北平艺术专科学校，学生时期的作品曾参加北平美术作品展览并获一等奖。后来，富家珍在北平铁路局从事美术工作，继而调任北京铁路第二中学美术教员。富家珍擅于画花鸟，尤其喜欢画牡丹。1954年，其作品获“天津市铁路局美术作品展览”一等奖。1986年，其作品获“铁道部美术作品展览”优秀奖及“北京铁路局老战士协会书画展览”一等奖。富家珍晚年为北京美术家协会会员，中国老年书画研究会会员，京华美术研究会会员。